# Чарторыйская де Бурбон, Тамара Лаура
Тамара Лаура Мария Долорес Луиза Фернанда Виктория Чарторыйская де Бурбон, также известна как Тамара Лаура Чарторыйская ( Tamara Laura María de los Dolores Luisa Fernanda Victoria de Todos los Santos Czartoryska y Picciotto; пол. Tamara Czartoryska) (род. 23 апреля 1978, Лондон) — польско-испанская аристократка, модель, спортсменка, телеведущая и актриса. Прямой потомок великого князя литовского Гедимина в 18 поколении. Известна в Испании как светская львица.

## Биография

Литовская Погонь — герб князей Чарторыйских

Представительница княжеского рода Чарторыйских. Единственная дочь князя Адама Кароля Чарторыйского (род. 1940) и итальянки Норы Пиккотто (род. 1942).
Она находится в родстве с королевскими домами Испании и Франции (её бабушка Мария де лос Долорес Бурбон-Сицилийская была родной сестрой Марии де лас Мерседес Бурбон-Сицилийской — матери короля Испании Хуана Карлоса I), с Габсбургами и другими крупными европейскими родами.
Её отец Адам Кароль является последним мужском представителем старшей линии княжеского рода Чарторыйских. Её мать Нора Пиккотто, родившаяся в Каире, работала в киноиндустрии в качестве консультанта по связям с общественностью, а также моделью. Адам и Нора поженились в Лондоне в 1977 году. Её родители развелись, прежде чем Тамаре исполнилось 10 лет. Тамара посещала школу-интернат Святого Сердца в Суррее, затем училась в средней школе в Оксфорде. В возрасте 15 лет она начала спортивную карьеру в конном спорте. Неоднократно принимала участие в национальных и международных конных соревнованиях (конкур).
21 февраля 1998 года Тамара Чарторыйская впервые приняла участие в традиционном бале в Вене. В том же году она начала учиться в частном колледже Эмерсон в Бостоне по специальности «new media» (сфера, соединяющая цифровые компьютерные технологии с технологиями связи). Она посещала курсы продюсера, психологии и актерского мастерства. В 2008 года Тамара занималась в студии актерского мастерства в Howard Fine Acting Studio в Голливуде.
Была телеведущей на соревнованиях по тайскому боксу. С 2004 года Тамара является официальным лицом компании «dream…» (цель этой компании азвивать воображение и эмоциональное развитие у детей через творческую игру). В 2005 году была консультантом в реалити-шоу «American Princess i Australian Princess». В том же году она получила третье место (бронзовую медаль в реалити-шоу «The Games», а через год приняла участие в соревнованиях победителей всех выпусков программы. В 2006 году она сыграла небольшие роли в двух фильмах.
Тамара Чарторыйская является послом фонда «Wildlife Heritage Foundation» (Наследия Естественной Природы), занимающейся охраной окружающей среды. В апреле 2006 года она находилась в жюри Longines Royal International Horse Show. 22 апреля 2007 года приняла участие в 26-м «Maratonie Flora Londyn», где участвовала в сборе средств для организации, занимающейся помощью больным аутизмом (The National Autistic Society). С 2007 года — председатель Программы Энергосбережения, с 2008 года — лицо бренда «Fake Bake».
Вместе со своим отцом, основателем Фонда князей Чарторыйских, Тамара участвует в его деятельности в качестве члена совета Фонда, раньше она занимала должность члена правления Фонда. Также оказывает помощь Музею Чарторыйских в Кракове и Библиотеке Чарторыйских.
В настоящее время Тамара Чарторыйская проживает в Голливуде в Калифорнии.

## Фильмография
2005 — Dubplate Drama
2005 — Palais royal
2005 — The Stepfather
2007 — The Evil Woods

## Продюсер
2008 — Catch. 44

## Ведущая программ
2002 — Celebrity Five Go Dating
2004 — Faking It: Для Courier-Это Polo Player
2005 — American Princess
2005 — Australian Princess
2005 — Full Throttle Famous
2005 — The Games
2005 — It’s a Girl’s Thing
2006 — The Games: Champion of Champions
2006 — The All Star Talent Show
2007 — Cirque du Celebrité
2007—2008 — Sexy Road Test